# Майо из Бари
Майо из Бари (итал. Maione di Bari; 1115, Палермо — 10 ноября 1160, Палермо) — первый министр и фактический правитель Сицилийского королевства в 1154—1160 годах при короле Вильгельме I Злом.

## Начало карьеры
Майо происходил из лангобардской семьи, его отец был торговцем маслом и судьей в Бари. Получив хорошее образование, Майо совершил головокружительную карьеру при сицилийском дворе: в 1150 году он получил пост канцлера, а в 1154 году только что вступивший на престол Вильгельм I удостоил его титула «ammiratus ammiratorum», то есть «эмир эмиров» или в традиционном переводе «адмирал адмиралов». Эта должность уже при предыдущих адмиралах — Христодуле, Георгии Антиохийском и Филиппе Махдийском — делала её обладателя первым лицом государства после монарха. Поскольку Вильгельм I не любил заниматься государственными делами и удалился в частную жизнь, Майо превзошел своих предшественников, став фактическим правителем страны.

## Кризис 1155—1156 годов
Майо, лангобард по происхождению, занявший пост, ранее всегда принадлежавший греческой общине, демонстративно отстранял от двора норманнских баронов и греков, приближая к себе итальянцев и мусульман. Для усиления своих позиций Майо поощрял иммиграцию европейского духовенства, отдавая им самые важные посты в государственном аппарате и церковной иерархии. Отстраненные от власти и лишённые доступа к королю норманнские бароны стали смертельными врагами министра.
В континентальных владениях королевства недовольные бароны, объединившись вокруг кузена короля Робера де Лорителло, восстали и призвали на помощь византийцев. В августе 1155 года византийская армия, объединившись с апулийскими мятежниками, овладела Бари. Жители Бари, преимущественно греческого города, сами открыли ворота византийцам, а королевская цитадель в центре города была сровнена с землёй. Успех в Бари окрылил византийскую армию и мятежников: соседние города Трани и Джовинаццо вскоре также были взяты. Основная сицилийская континентальная армия под командованием Асклетина находилась в Кампании и сумела прибыть к месту событий в Апулию только в конце сентября 1155 года, и тотчас же была блокирована в Барлетте. Главная битва произошла при Андрии, которую защищал от византийцев граф Ришар Андрийский. Тем не менее, Андрия пала, а её граф был убит на поле боя.
В сентябре 1155 года сторону византийцев принял папа Адриан IV, также вторгшийся с армией на территорию королевства. Вернувшийся из многолетнего изгнания князь Роберт II Капуанский вновь получил Капую из рук папы, поддержавшие его бароны один за другим признали сюзереном Адриана IV. К концу 1155 года из всех материковых владений под контролем Вильгельма Злого и Майо осталась лишь Калабрия. В Апулии было восстановлено византийское господство, Кампанию контролировал Адриан IV и присягнувшие ему бароны.
Опасавшийся заговоров Майо и апатичный Вильгельм I не вмешивались в события на континенте. К решительным действиям их подтолкнул начавшийся уже на Сицилии баронский мятеж в Бутере и волнения в Палермо, участники которых требовали изгнания Майо. Вильгельм I отказался изгнать Майо и, собрав армию, приступил к Бутере, защитники которой не ожидали королевского нападения и поэтому были вынуждены сдаться на милость короля. Мятежникам сохранили жизнь и имущество, но приговорили к изгнанию из страны.
В апреле 1156 года вернувшийся к политической жизни Вильгельм I начал широкомасштабную войну на континенте, оставив в руках Майо управление Сицилией. К этому моменту норманнские бароны рассорились с греками и покинули византийскую армию, безуспешно осаждавшую Бриндизи, а новый византийский военачальник не мог расплатиться с наёмниками. Сицилийский флот блокировал выход из гавани Бриндизи, армия Вильгельма I осадила город, и остатки византийской армии и флота оказались блокированы в Бриндизи. В последовавшей кровопролитной битве 28 мая 1156 года греки были уничтожены. Вторжение 1155—1156 годов было последней попыткой Византии вернуть себе Южную Италию.
В последующие месяцы 1156 года Вильгельм I, действуя с необычайной жестокостью, подавил остатки мятежа в Южной Италии. Город Бари был сожжен, мятежные бароны были изгнаны или арестованы и лишены своих фьефов. По сообщениям хрониста Гуго Фальканда, король приказал бросить пленных баронов в яму со змеями, а их жён и дочерей отправили в гарем или принудили к занятию проституцией. Князь Роберт II Капуанский, со времен Рожера II бывший одним из самых упорных противников королевской власти, был в цепях послан в Палермо, где его ослепили и обрекли на пожизненное заключение.

## Диктатура (1156—1160) и падение Майо
Подавив мятеж, Вильгельм I вновь оставил государственные дела, полностью отдав их в руки Майо. Эмир эмиров, убедившись после событий 1155—1156 годов в нелояльности баронов, полностью отстранил от государственных дел аристократию, доверяя лишь своим ставленникам — выходцам из духовенства и горожан. Большинство видных государственных деятелей следующего царствования — Маттео д’Аджелло, Ричард Палмер, евнух Пётр — были выдвинуты и приближены именно Майо.
Майо был инициатором поворота во внешней политике Сицилийского королевства. Отказавшись от экспансии в Северной Африке и не пожелав переносить военные действия против греков на Балканы, Майо последовательно добивался преобладания Сицилийского королевства в Италии. Его послы инициировали и участвовали в переговорах между североитальянскими городами и папой, положившие начало будущей Ломбардской лиге. Беневентский договор 1156 года между Сицилийским королевством и папой Адрианом IV стал самой громкой победой Готвилей над папством. По этому договору папа подтвердил легатские полномочия Вильгельма I в Сицилии, дарованные его деду Рожеру I, признал частью королевства земли Абруцци и Марке, захваченные у пап сыновьями Рожера II после мирного договора 1139 года.
Недовольные бароны, видя силу министра, видели в нём главного виновника всех бед. Его считали инициатором всех жестокостей короля в 1155—1156 годах, он один был ответственным за потерю всех североафриканских владений Сицилии (последний форпост — Махдия — пала 11 января 1160 года). Майо обвиняли в связи с королевой Маргаритой Наваррской, в краже драгоценностей короны, в желании отнять корону у апатичного Вильгельма I. Главный хронист царствования Вильгельма I Гуго Фальканд, явно связанный с противниками министра, охотно передаёт все эти домыслы и слухи, рисуя эмира эмиров самыми мрачными красками, приписывая ему все мыслимые и немыслимые подлости, гнусности и мерзости. Именно из хроник Фальканда последующие историки черпали сведения о развратности, беспринципности и бесчеловечности Майо.
Между тем, Майо был образованным человеком, покровителем искусств и науки. До наших дней дошло его сочинение «О молитве Господней», написанное в характерном для этого времени схоластическом духе. Майо основал в Палермо одну из интереснейших церквей арабо-норманнского стиля Сан-Катальдо.
Майо, опасавшийся заговоров, в итоге пал жертвой одного из них. Во главе заговорщиков стоял Маттео Боннеллюс, доверенное лицо и предполагавшийся зять министра. 10 ноября 1160 года Майо, возвращавшийся почти без охраны от архиепископа Палермо, был убит Боннеллюсом и его соучастниками. Узнав о смерти Майо, толпа растерзала труп всесильного министра и разграбила его дом. Убийцы, боясь возможных последствий своего поступка, бежали из Палермо в замок Каккамо. Но Вильгельм I, привыкший во всем полагаться на Майо и потому не знавший истинных размеров заговора, предпочел не наказывать убийц, а помириться с ними. Боннеллюс, приобретший среди аристократии и горожан Палермо огромную популярность, вернулся в Палермо, был принят королём и занял высокое положение при дворе. Убийство Майо стало началом кризиса 1160—1161 года, поставившего под угрозу само существование Сицилийского королевства.

## Использованные источники
1. Норвич, Дж. Расцвет и закат Сицилийского королевства. Нормандцы в Сицилии: 1130—1194. — М., 2005. ISBN 5-9524-1752-3
2. Васильев А. А. История Византийской империи. — Том 2. — СПб, 1998.
3. Сайт, посвящённый норманнскому наследию .